# 色彩交響曲
『色彩交響曲』（しきさいこうきょうきょく、英語: A Colour Symphony）作品24（F. 106）は、アーサー・ブリスが1921年から1922年にかけて、恩師レイフ・ヴォーン・ウィリアムズの監修の下に書き上げた管弦楽曲。ブリスが作曲した最初の大規模な管弦楽曲であり、現在でもブリスの代表作の一つである。

## 成立事情
『色彩交響曲』は、エドワード・エルガーの招きで、1922年度グロスター・スリー・クワイアーズ・フェスティヴァルへの出展作品として作曲された。同年はハーバート・ハウエルズやユージン・グーセンスも招待されており、各人が新作を依嘱されていた。ハウエルズはヴォカリーズによる合唱曲『シネ・ノミネ』（Sine Nomine）を発表したが、同作は70年後の1992年に蘇演されるまで再演の機会に恵まれなかった。グーセンスは管弦楽伴奏合唱曲『沈黙』（Silence）を作曲し、エルガー自身はJ・S・バッハのオルガン曲『幻想曲とフーガ ハ短調』を管弦楽用に編曲したものを提供した。
ブリスは交響曲を書き上げる決心をしたものの、最初のうちは作品の主題や性格をどんなものにするかを決めかねていた。手を付けられないまま数週間が過ぎたが、ある日たまたま紋章学に関する本に出会い、それを読み耽るうちに、ある種の色には象徴的な意味があるということを知り、色についての交響曲を書くことが思い浮かんだのであった。楽章ごとに、それぞれの色に応じた性格付けを試みてはいるが、色そのものを描き出そうとはしていない。流麗で美しく織り成された作品だが、不協和音も巧妙に利用されている。作品は指揮者のエイドリアン・ボールトに献呈された。  
1922年9月7日にグロスター大聖堂において作曲者自身の指揮の下、ロンドン交響楽団によって初演が行われた。準備不足のせいもあり、当初は歓迎されなかった。大編成のオーケストラが採用された作品であるが、会場には、演奏予定のその他の楽曲に必要な合唱団があまりに詰めかけたため、いくつかの楽器を省いて演奏しなければならないほどだった。エルガーも上演に立ち会ったが、曲については「困っちゃうほどモダンだ」と評した。とはいえレパートリーに定着して、今日までにたびたび録音されてきたが、いまだ演奏会場で実演に接する機会に恵まれてはいない。

## 楽曲構成
以下の4楽章からなる。
- I. 紫色。アメジストの色。ならびに壮麗さ・高貴さ・死の色
  - 「アンダンテ・マエストーゾ（Andante maestoso）」（足取りは緩やかで、性格は厳かな楽章。）
- II. 赤色。ルビーの色。ならびに葡萄酒・酒宴・かまど（炉）・勇気・魔術の色
  - 「アレグロ・ヴィヴァーチェ（Allegro vivace）」（煌びやかでいて刺々しい、打楽器的なスケルツォ楽章で、イーゴリ・ストラヴィンスキーを連想させる[7]。終結に向かっていく部分の主題が、テレビ放送された『Royal Institution Christmas Lectures』のテーマ曲に転用されている[8]。）
- III. 青色。サファイアの色。ならびに深い水・空・忠義・メランコリーの色
  - 「穏やかに流れるように（Gently flowing）」（緩徐楽章。桟橋や停泊中の小舟にぶつかるさざ波を描くために和音を利用している。）
- IV. 緑色。エメラルドの色。ならびに希望・青春・幸福・春・勝利の色
  - 「モデラート（Moderato）」（弦楽器と木管楽器による二重フーガ（半音階的・対位法的な特色ゆえに「シェーンベルク的」と評される[9]）を経て、勝利に満ちたクライマックスを築き上げる。）

終楽章の『緑色』は『ピュアネプシオン月』（Pyanepsion）と題されて単独で出版されている。
ブリスは1932年に前半2楽章のコーダを改訂しており、1955年にロンドン交響楽団を手ずから指揮して録音した際には、改訂版を用いた。

## 影響
- 1977年に『色彩交響曲』を用いて、『気高い捧げもの』（Royal Offering）という題名でバレエ化された。
- ごく最近では、イギリスの美術家ケヴィン・レイコックが、ブリスが色彩によって創り出した響きを描き出そうとの試みで、『色彩による4つの運動』（Four Movements in Colour, 運動と楽章（movements）が掛け言葉になっている）と題した視覚作品を制作した[11]。レイコックは2004年にも似たような構成方法を用いて、『色彩交響曲』への直接的な反応として、連作『テクトニクス』（Tectonics）を発表している[12]。